# Luis García Meza Tejada

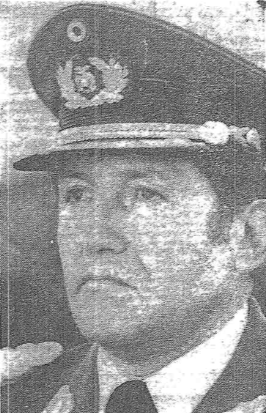
García Meza, 1980

Luis García Meza Tejada (* 8. August 1929 in La Paz; † 29. April 2018 ebenda) war ein bolivianischer General, der vom 17. Juli 1980 bis 4. August 1981 Diktator der Republik Bolivien war.

## Militärregime
Im Juli 1980 putschte García Meza mit Unterstützung der argentinischen Geheimdiensteinheit Batallón de Inteligencia 601 gegen die Staatspräsidentin Lidia Gueiler Tejada, deren Cousin er war, und errichtete ein repressives Schreckensregime. Diesem sogenannten „Cocaine Coup“ (auch: Kokain-Putsch) am 17. Juli 1980 fielen dutzende Menschen zum Opfer. Unmittelbar nach der Machtübernahme wurden politische Parteien verboten, Angehörige der Opposition und politische Gegner verschleppt und die Presse mundtot gemacht.
Das Militärregime von García Meza erlangte durch seine extreme Brutalität internationale Bekanntheit.
In den 13 Monaten wurde die Bevölkerung massiv unterdrückt, man spricht von mehreren tausend Menschen, die durch die bolivianische Armee getötet wurden, darunter mehr als 500 politische Gegner. Das bekannteste Opfer war der prominente Abgeordnete, Politiker und begabte Redner Marcelo Quiroga Santa Cruz, welcher nur kurze Zeit nach dem Putsch auf ungeklärte Weise spurlos verschwand. Quiroga war Chefankläger und Initiator des Prozesses wegen Verletzung der Menschenrechte und Misswirtschaft gegen den früheren Diktator General Hugo Banzer, der von 1971 bis 1978 regierte, und unter dessen Herrschaft García Meza General geworden war. Das Regime García Mezas war tief in den Drogenhandel verstrickt und wurde von den Drogenkartellen mitfinanziert.
Am 4. August 1981 wurde der international isolierte García Mezas durch eine Militärjunta unter Lucio Áñez Rivera und Alberto Natusch Busch zum Rücktritt gezwungen. Sein Nachfolger wurde am 4. September 1981 General Celso Torrelio Villa. García Meza verließ Bolivien 1987 wegen eines Prozesses gegen ihn und wurde 1993 in Abwesenheit zu einer 30-jährigen Gefängnisstrafe ohne Recht auf Begnadigung verurteilt. Dies war der erste Prozess in Lateinamerika gegen einen ehemaligen Diktator wegen Verfehlungen während seiner Amtszeit. 1994 wurde er in Brasilien aufgespürt und 1995 an Bolivien ausgeliefert. Er verbrachte seine Haft in einem eigenen Trakt in der Haftanstalt Chonchocoro. Im März 2010 wurde durch Zufall bemerkt, dass García Meza in Chonchocoro außerordentliche Privilegien genoss, wie einen eigenen Wohnbereich sowie eine private Sauna.